# Антропотеизм
Антропотеи́зм — обожествление человека, когда объектом религиозного благоговения становится сам человек. Приписывание человеку божеских качеств. Фактически, разновидность гуманизма.
Идея приравнивания человека к божеству отражена ещё в античной пословице. Квинт Аврелий Симмах («Письма», IX, 114) приводит цитату из пьесы Цецилия Стация: Homo homini deus est, si suum officium sciat «Человек человеку бог, если знает свои обязанности». Подобное выражение было известно и древним грекам (Зиновий, I, 91): «Человек человеку божество: говорится о неожиданно получающих от кого-нибудь спасение или благодеяние». Афоризм Homo homini deus est впоследствии был употреблён Аксельродом для обозначения нравственного идеала государства будущего.
Термин в положительном смысле применялся Людвигом Фейербахом.

Теизм кроется в разладе между головой и сердцем, пантеизм есть устранение этого разлада. У антропотеизма нет разлада, антропотеизм есть сердце, возведённое к уму.

Николай Спешнев, критикуя антропотеизм Фейербаха, возводил его истоки к философии Фихте, и считал его предпосылки характерной чертой всей классической немецкой философии. Он же со своей атеистической точки зрения отмечал преимущества антропотеизма перед христианством: если христианство принимает лишь духовную сторону человека, считая плотскую греховной, то антропотеизм принимает обе.
Идея антропотеизма вызывает интерес и в наши дни. Так, современный философ Ю. А. Ротенфельд определяет его как «мироощущение верящего в себя и чувствующего себя творцом человека». В 2004 году в рамках проекта «Конкурс русских инноваций» прошёл квалификационный отбор проект «Антропотеизм», определённый как «Альтернативно-теософские разработки учения, способного удовлетворить религиозные потребности человека при сохранении рационально-критического взгляда на окружающий мир и собственное место в нём». По мнению современного автора В. А. Соскина, достижения философской мысли и антропотеизм со временем лягут в основу новой мировой религии.

## Вантичном мире

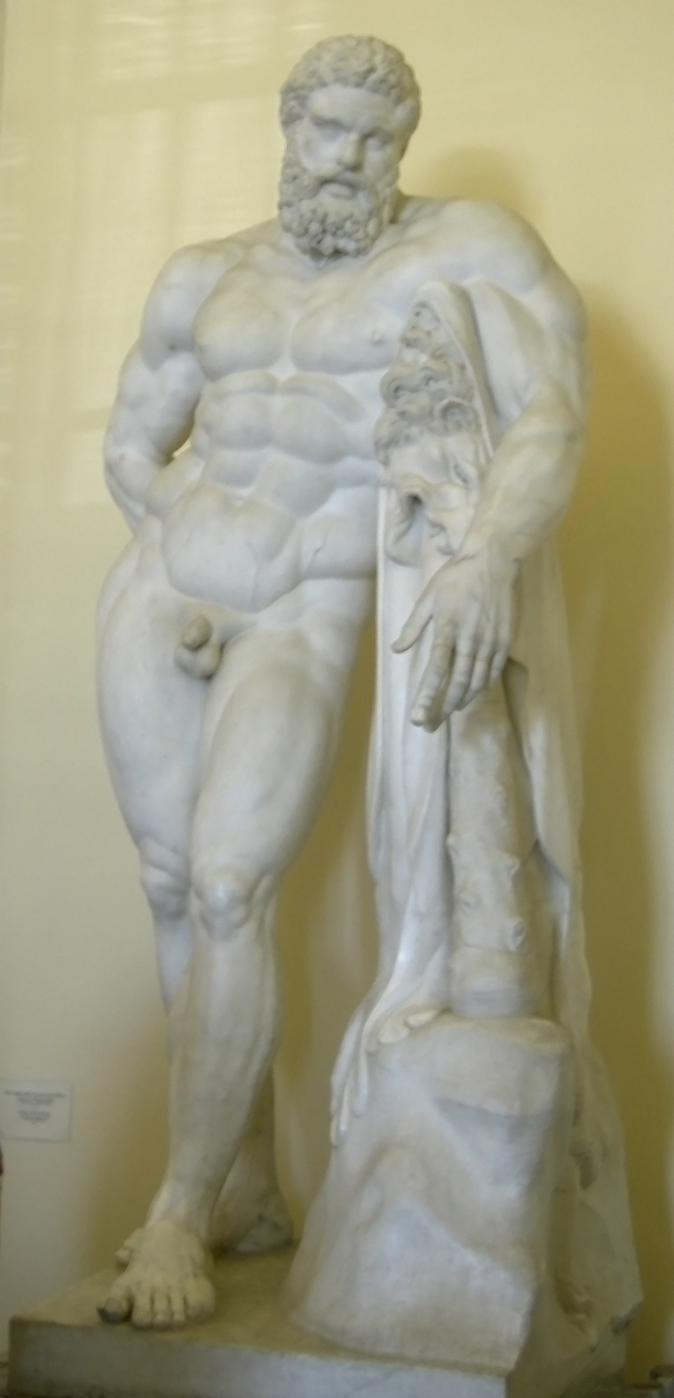
Антропотеоморфный Геркулес Фарнезский.

Мировоззренческая концепция, выраженная номинативными средствами языка, в изобразительных видах искусства и т. п. Согласно этому принципу не проводится чёткой границы между изображением атлета, воина, человека и бога. Все одинаково молоды, сильны и все наделены совершенством. Такая концепция подразумевает нераздельность человеческой, божественной и природной сфер деятельности; восприятие мира как никем не созданного. Такое мировосприятие было характерно для мировоззрения стародавних славян и Древней Греции, описанной Гомером. Совершенство распространяется на все существа. Господствующей чертой является сосредоточение на человеческой фигуре, предпочтительно мужской. Единственное достойное представление бога — человеческое тело. И когда тело — героя или атлета — достигает совершенной красоты, божественная энергия входит в него.
По мнению греческого философа Костаса Папаиоанну, Гомер был великим религиозным реформатором Греции. В своих произведениях он выводит человека из звероподобного, хаотичного мира, наполненного чудовищами, аморфными и зооморфными богами, в гармоничный мир «божественных» людей, героев и похожих на людей богов. Осуществлённая Гомером реформа пантеона оставила в живых нескольких чудовищ. Одиссей платит дань божественной Сцилле и божественной Харибде. Греки признавали долю первоначальной тьмы. Но эти тёмные боги вот-вот будут побеждены.
С конца VII века до Рождества Христова утверждается классический «антропотеоморфизм». Термин «антропотеоморфизм» (от греч. ανθρωπος — человек, θεός — Бог, и μορφή — вид, форма, образ) был сформулирован философом и писателем Пьетро Черетти (1823—1884). В VI веке вся Греция воздвигает статую куросов и кор. Идеалом каждого гражданина становится калокагатия. Художники сами договариваются по поводу канонов и жанров, искусство носит общественный характер, активно поддерживается государством. Отношение даже самого знаменитого, самого «божественного» художника к своему искусству было подобно отношению жреца к священным обрядам, процессу литургии, без примеси чувств. Сами жанры искусства были священными формами священной традиции, поэтому они и просуществовали вплоть до конца античной эпохи и долгое время после гибели полиса.